# ダブルブッキング (テレビドラマ)
『ダブルブッキング』は、日本テレビの「サンバリュ」枠にて、2020年6月28日の13時15分から14時15分（JST）に、関東ローカルで放送された日本のテレビドラマ。同日の同時刻に2人の女性とのオンラインデートをダブルブッキングしてしまった主人公が陥った修羅場をコメディとサスペンスを交えて描く。主演は千葉雄大。

## 概要
新型コロナウイルス感染拡大による影響での撮影自粛により、数多く制作されるようになった「リモートドラマ」。今作品は、日本テレビ初のリモートドラマとして制作。
パソコン画面全体を使った画面構成で成立し、すべてのストーリーもその中で完結する。

## あらすじ
同じ日の同じ時刻に、二股をかけている恋人2人とのオンラインデートをダブルブッキングしてしまう男・雄二。OLの彩、女子大生のマヤそれぞれとパソコンで繋がりながら、SNSやネット検索も駆使しつつ、何とか誤魔化して乗り切ろうとするものの、どつぼにはまっていく。

## 登場人物

### 主要人物
雄二
演 - 千葉雄大
ベンチャー企業経営者。学生時代は全くモテず、社会人となって急にモテ始めたため、イケメンにもかかわらず女性の扱いに慣れていない。
彩
演 - 佐津川愛美
OL。雄二との交際期間は半年。
マヤ
演 - 奈緒
女子大生。最近雄二と交際を始めたばかり。

### その他の人物
健人
演 - 前野朋哉
エンジニア。雄二の学生時代からの友人。
紗矢
演 - 松川菜々花
会社員。雄二の最近までの交際相手。
SATORU
演 - じろう（シソンヌ）
ウェブサイト「恋愛マスターSATORUのモテ男学」で恋愛指南を行うMr.モテ男。

## スタッフ
- 脚本 - 森ハヤシ
- 音楽 - カワイヒデヒロ
- 演出 - 水野格
- プロデューサー - 小田玲奈、大倉寛子（日テレアックスオン）
- チーフプロデューサー - 池田健司
- 制作協力 - 日テレアックスオン
- 製作著作 - 日本テレビ

## 補足

### 放映局
- 沖縄テレビ放送（フジテレビ系列。9月12日(土) 12:00-12:54）と福井放送（テレビ朝日系列とのクロスネット。9月13日(日) 15:00-15:55）は当初、放送の予定はなかったが、予定していた『土曜ドラマ・未満警察 ミッドナイトランナー』に出演していた伊勢谷友介の不祥事により、最終回の放送を中止したため、穴埋め枠として急遽放送した[8][9][10]。
- これ以外にもテレビ宮崎（フジテレビ系列とテレビ朝日系列とのクロスネット。9月12日(土) 12:30-13:30）や静岡第一テレビ（9月16日(水) 0:59-1:59）などの日本テレビ系列各局でも順次放送する[11][12]。

### 評価
- 本番組は「こんな時代だからこそ生まれた新しい表現様式」と国内外において高く評価された。これを受け、日本テレビは本番組の制作チームとイギリスの制作会社との共同制作によるドラマ『名探偵ステイホームズ』を2022年4月に2週連続で放送することになった[13]。